# Vladimir Škerlak
Vladimir Škerlak, slovenski violinist in zdravnik, * 1940, † 2000. 
Škerlak je študiral violino v razredu Leona Pfeiferja na Akademiji za glasbo v Ljubljani, podiplomski študij pa je končal leta 1963 pri Igorju Ozimu. Izpopolnjeval se je tudi na moskovskem konservatoriju »Čajkovski« v razredu Leonida Kogana. Med letoma 1960 in 1961 je deloval kot koncertni mojster v Simfoničnem orkestru RTV Slovenija, leta 1966 je osvojil prvo nagrado na mednarodnem violinskem tekmovanju v Sieni, leta 1968 pa je za svoje dosežke prejel nagrado Prešernovega sklada. Od tega leta dalje je deloval kot koncertni mojster simfoničnega orkestra in festivalskega ansambla v Luzernu (Švica), kjer je bil tudi profesor na konservatoriju. Nato se je pri svojih 37. letih odločil za študij medicine, se preselil v Basel in do svoje smrti deloval kot zdravnik, prav tako pa tudi solistično nastopal.